# Vorhökerei
Die Vorhökerei (auch Fürkauf) war der Leerkauf oder Ankauf von Waren, um sie teurer an Konsumenten zu verkaufen.
Das Verbot der Vorhökerei war ein Marktzwang, es untersagte Zwischenhändlern das Aufkaufen von Waren auf Wochenmärkten. Anders ausgedrückt räumte es den Konsumenten ein Vorkaufsrecht auf dem Markt ein.
Um die Versorgung der Stadtbevölkerung mit Lebensmitteln zu gewährleisten, war zum Beispiel in Hamburg ab Mitte des 18. Jahrhunderts den Bauern und Händlern geboten, ihre Waren nur in der Stadt und auf den Märkten anzubieten. Ein Verkauf vor den Toren war ebenso verboten wie der Aufkauf durch Händler. Es war ihnen erst zum Ende der Marktzeit erlaubt, Waren zum Weiterverkauf zu erwerben. Vorher häuften sich die Fälle, bei denen Konsumenten vom Kauf abgehalten wurden und später, nachdem die Stände der Bauern bereits früh leergekauft waren, die Frischwaren zu höheren Preisen bei einem Vorhöker kaufen mussten. Diese lieferten auch direkt in die Wohnungen. Im oberdeutschen Raum wurde dasselbe Phänomen mit dem Begriff des Fürkaufs bezeichnet. Fürkaufsverbote untersagten den Vorwegkauf von für den Markt bestimmten Waren zum Zweck der Hortung. Entsprechende Bestimmungen sind bereits im frühen 15. Jahrhundert zum Beispiel in Bozen bezeugt.
Unter französischer Herrschaft wurde der Zwischenhandel ab 1815 erlaubt, wurde vorher aber auch immer weniger verfolgt bzw. durch Bestechung untergraben.